# A Santiago Rusiñol
A Santiago Rusiñol és un monument situat a la placeta de la Puntual, entre els carrers de la Princesa i dels Assaonadors de Barcelona.

## Història
Poc després de la seva mort, un grup d'amics de l'escriptor i pintor Santiago Rusiñol (Barcelona, 1861 - Aranjuez, 1931) va impulsar la construcció d'un monument a la seva memòria, amb un bust d'Enric Clarasó, amic personal de l'artista, però la desídia dels estaments oficials va fer que no es pogués inaugurar fins al 1935. Originalment, era situat a l'avinguda de l'Estadi de Montjuïc, amb un fons dissenyat per l'escenògraf Salvador Alarma, però va ser retirat arran de les obres per als Jocs Olímpics del 1992.
Entre 1995 i 1996, arran de l'enderrocament de la finca del carrer de la Princesa, 47 (el solar de la qual fou batejat com a plaça de la Puntual, en record de la famosa botiga de L'auca del senyor Esteve), l'arquitecte Pere Giol va convertir la mitgera del núm. 45 en una façana, on el febrer del 2001 es va tornar a col·locar el monument.

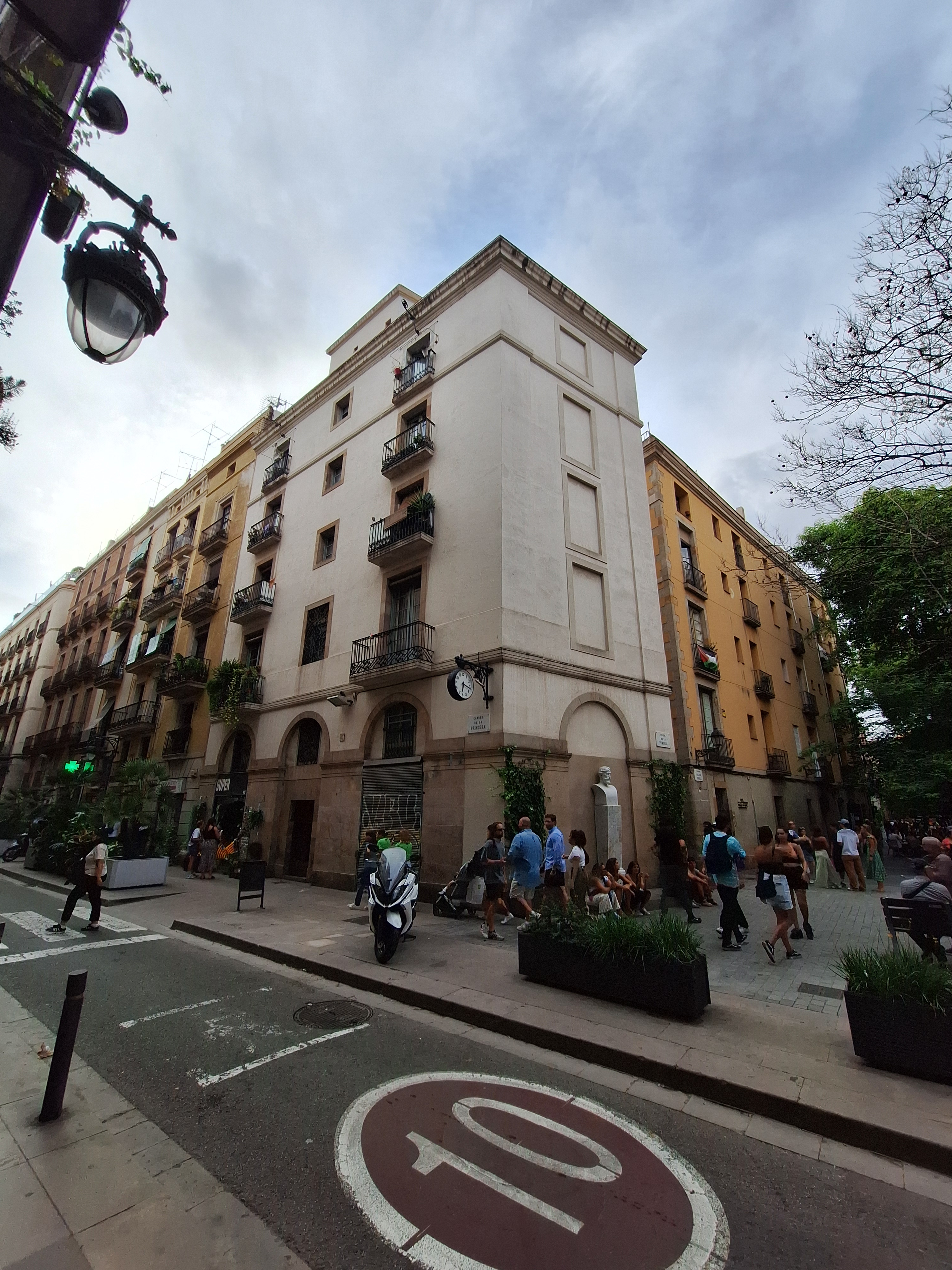
Casa del carrer de la Princesa, 45 amb el monument a Santiago Rusiñol

## Descripció
Fet amb marbre, la base és un prisma de 1,88 m d'alçada, 0,45 m d'ample i 0,43 m de fons, amb la inscripció BARCELONA A SANTIAGO RUSIÑOL 1861-1931, sobre el qual hi ha el bust de l'artista.